# 水晶桥美国艺术博物馆
水晶桥美国艺术博物馆（英語：Crystal Bridges Museum of American Art）是位于阿肯色州本顿维尔的美国艺术博物馆。该博物馆由爱丽丝·沃尔顿资助创建，由摩西·萨夫迪设计，于2011年11月11日正式面向公众开放。

## 馆藏
博物馆的永久收藏品包括从殖民时代到当代的美国艺术。所有艺术家都是美国公民，尽管有些人大部分的艺术生涯都是在欧洲度过的。著名的作品包括查尔斯·威尔森·皮尔的乔治·华盛顿肖像，以及吉尔伯特·斯图尔特，乔治·贝洛斯，贾斯珀·克罗普西，阿舍·杜兰德，托马斯·埃金斯，托马斯·科尔，托马斯·莫兰，马斯登·哈特利，温斯洛·霍默，伊士曼·约翰逊，查尔斯·伯德·金，约翰·拉·法格，斯图尔特·戴维斯，罗曼·比尔登，诺曼·洛克威尔，玛丽·麦克莱里，艾格尼丝·佩尔顿和沃尔顿·福特的画作。还包括乔治亚·欧姬芙，爱德华·霍珀，安迪·沃霍尔，罗伊·利希滕斯坦，草間彌生，贾斯珀·约翰斯，查克·克罗斯，阿尔弗雷德·毛雷 ，杰克逊·波洛克，马克·罗斯科，汤姆·韦瑟尔曼和安德鲁·魏斯的作品。  其中，理查德·卡顿·伍德维尔的“墨西哥战争新闻”和亚瑟·菲茨威廉·泰特的“猎人的人生：一件紧要的事” 被收录于由大都会博物馆举办的巡回展览“美国故事：1765年至1915年日常生活绘画”。 
2005年5月，该博物馆在一次秘密拍卖中以超过3500万美元的价格从纽约公共图书馆购入了阿舍尔·杜兰德的风景名作志趣相投。 2012年9月，博物馆宣布收购马克·罗斯科1960年的一幅重要画作，编号210 / 211（橙） 。自1960年代以来，这幅抽象表现主义绘画就一直在瑞士的一个私人收藏中，并且在公众场合只有两次露面。 
2014年1月，水晶桥博物馆收购了由建筑师弗兰克·劳埃德·赖特设计的巴赫曼-威尔逊故居。这座新泽西的房屋被拆除并整体搬迁到了本顿维尔。 
2021年11月，在纽约秋季艺术品拍卖会期间，一份初版的美国宪法以4300万美元的价格被私人收藏者拍下，并会被借置于水晶桥博物馆，面向公众展示。 该项拍卖打破了书籍、典籍、手稿类的世界最高拍卖纪录。

## 作品集

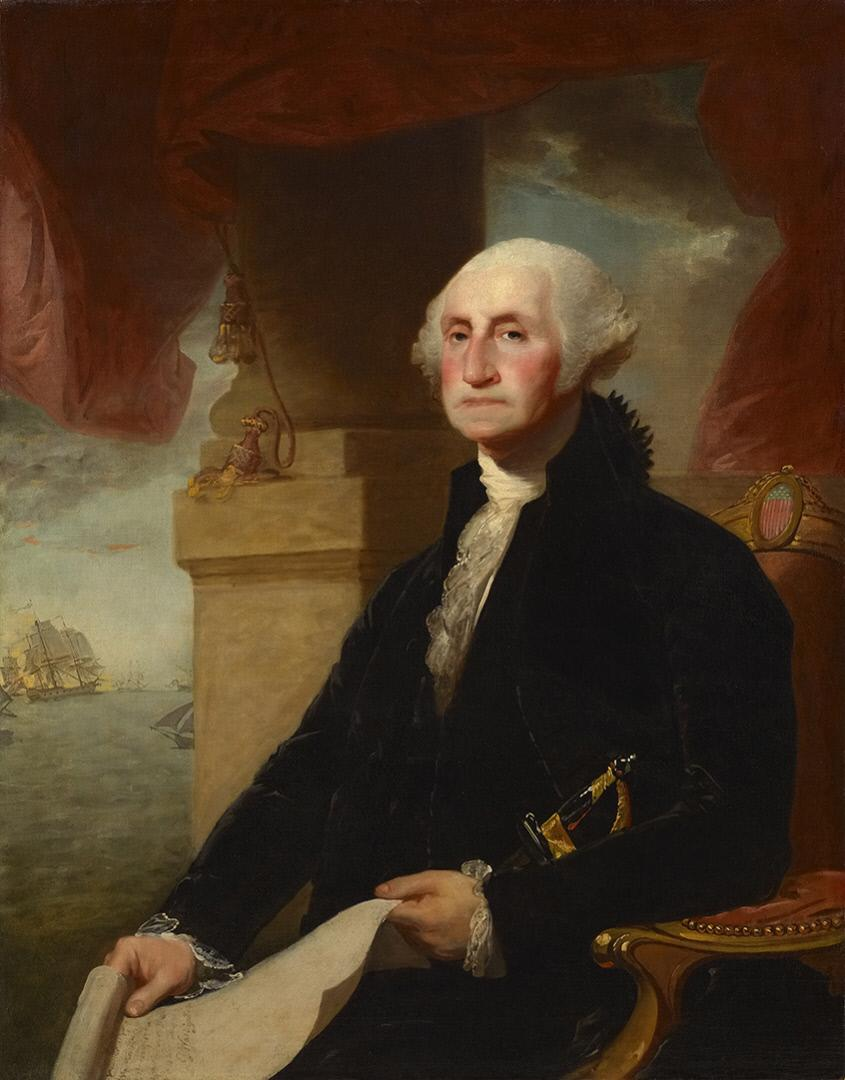
乔治华盛顿肖像（康斯坦布尔-汉密尔顿肖像，1797年），吉尔伯特·斯图尔特
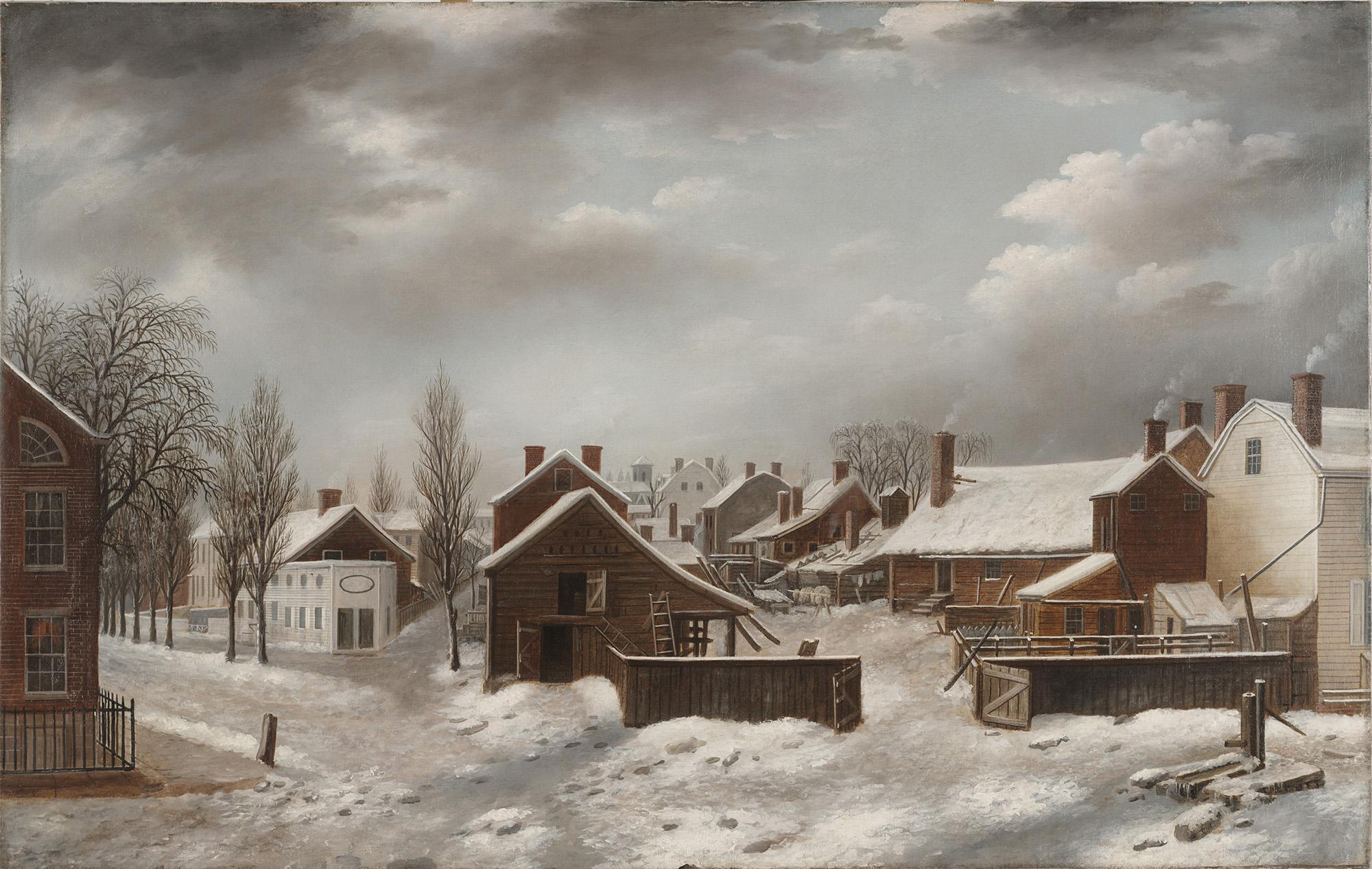
布鲁克林的冬季场景（大约1817-1820年），弗朗西斯·盖伊（英语：Francis Guy）
墨西哥战争新闻（1848年），理查德·卡顿·伍德维尔（英语：Richard Caton Woodville）
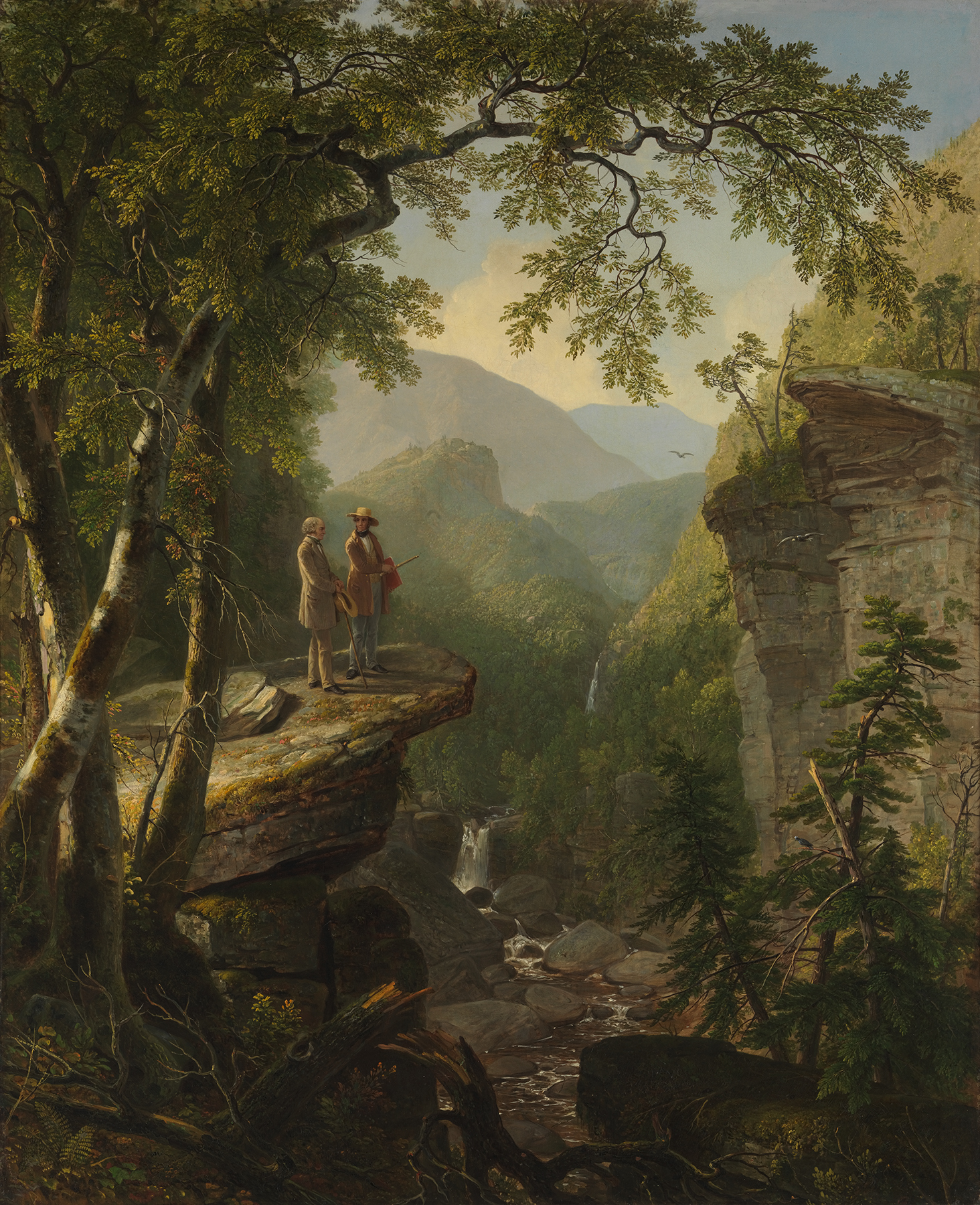
志趣相投（1849），阿舍尔·B·杜兰德（英语：Asher B. Durand）
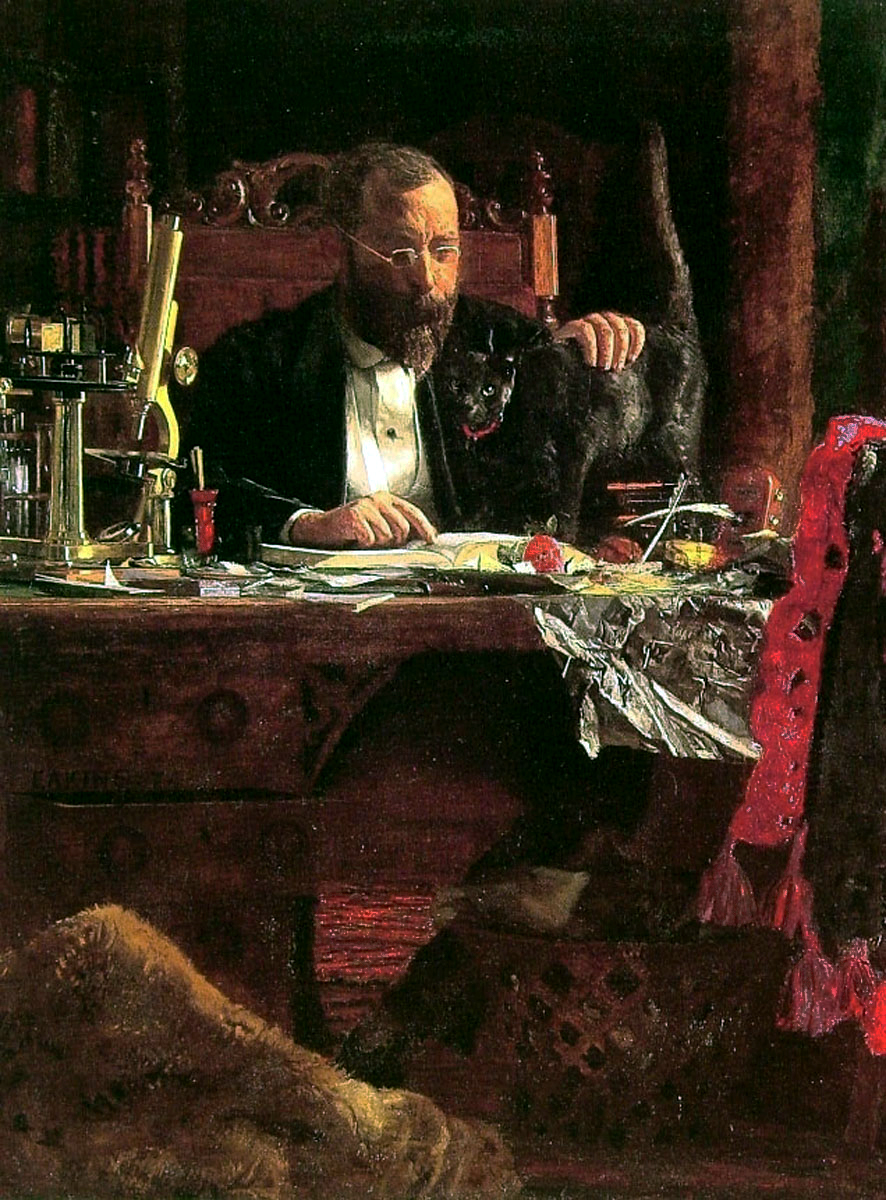
本杰明·兰德教授肖像（1874年），托马斯·埃金斯
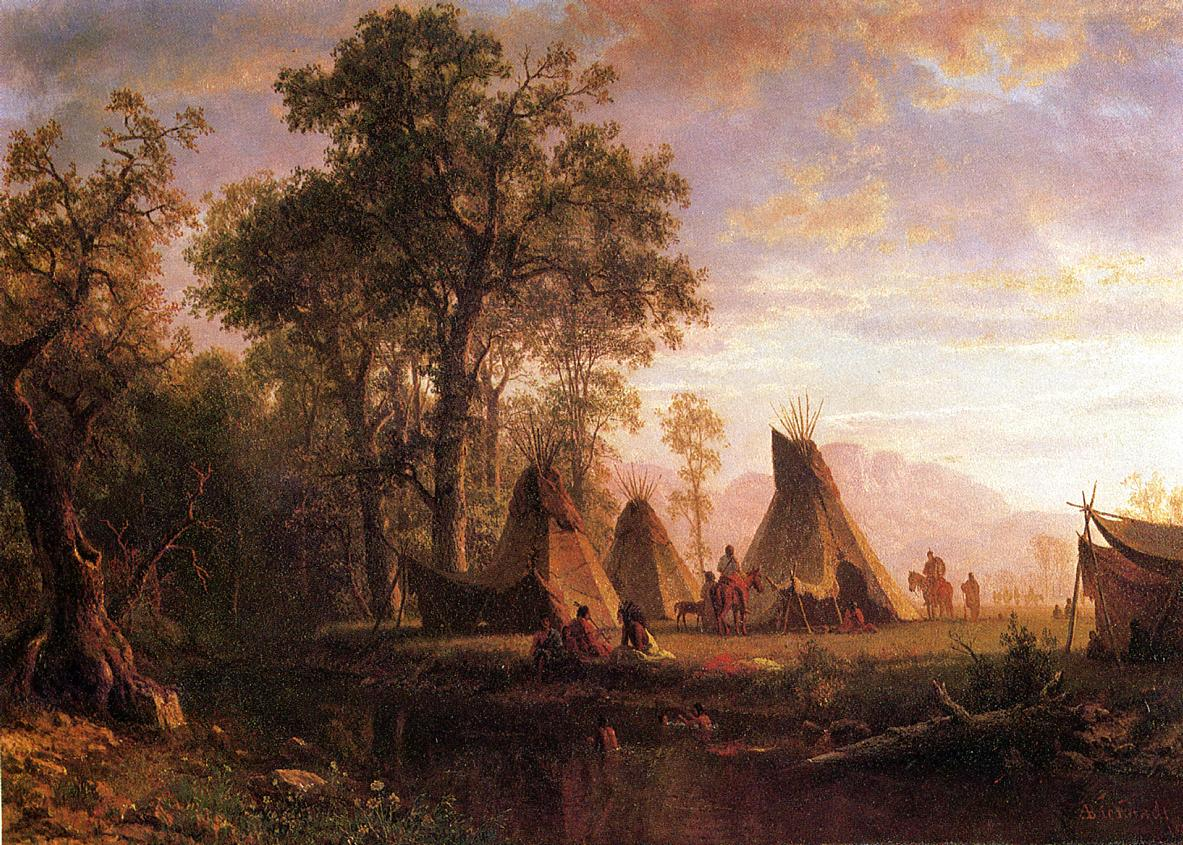
印第安人营地的午后（1878年），阿尔伯特·比尔施塔特
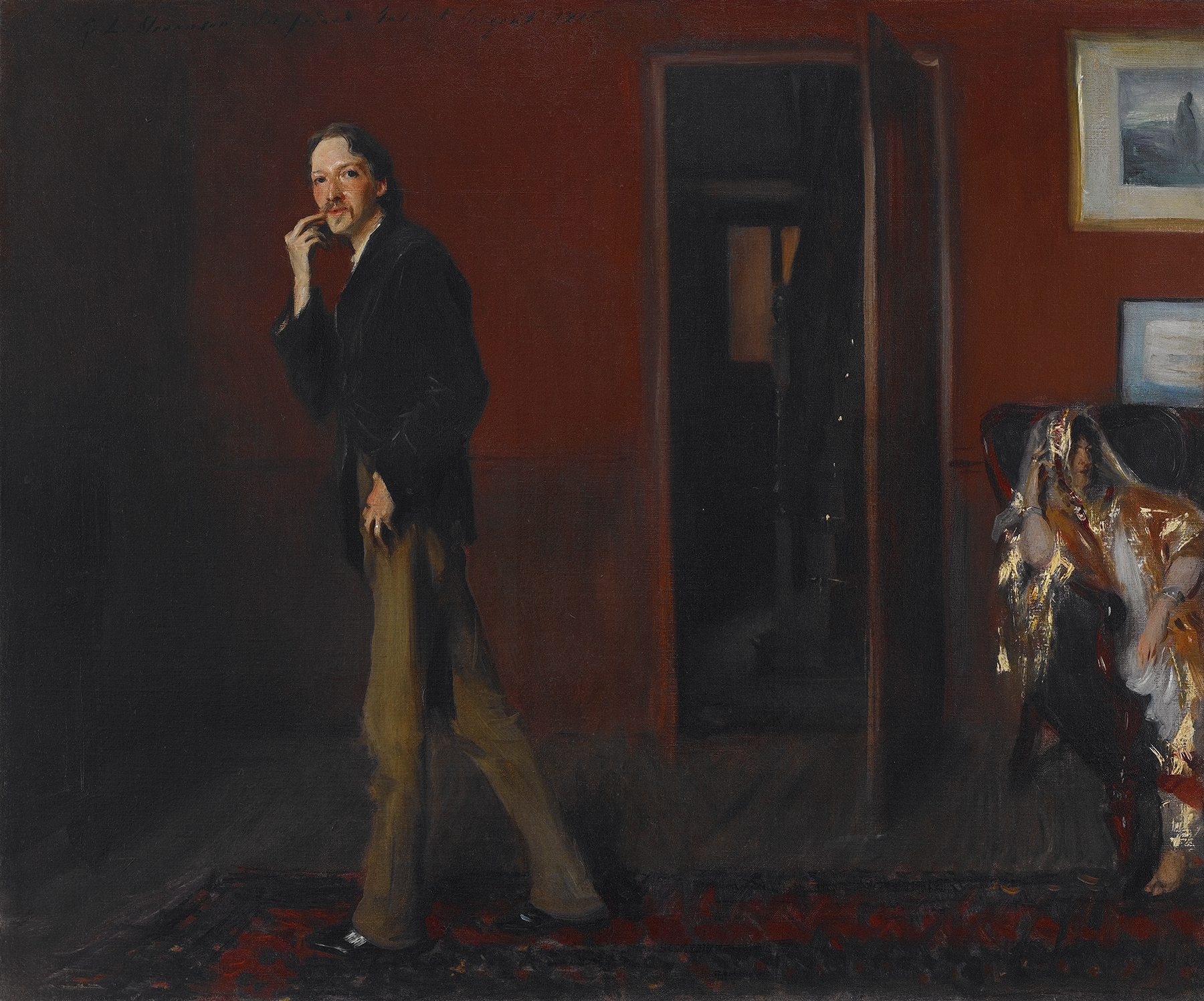
罗伯特·路易斯·史蒂文森和他的妻子（1885年），约翰·辛格·萨金特
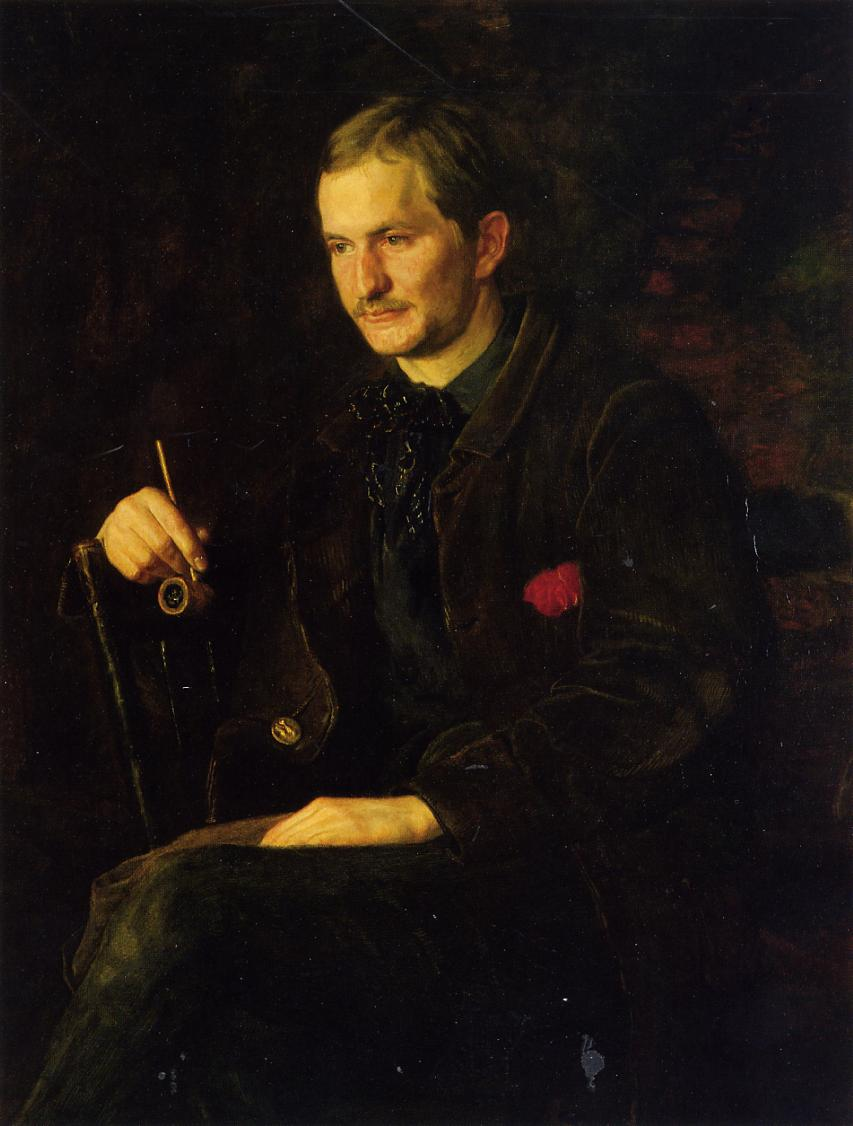
艺术学生，亦或詹姆斯·赖特（James Wright）肖像，（约1890年），湯姆·艾金斯
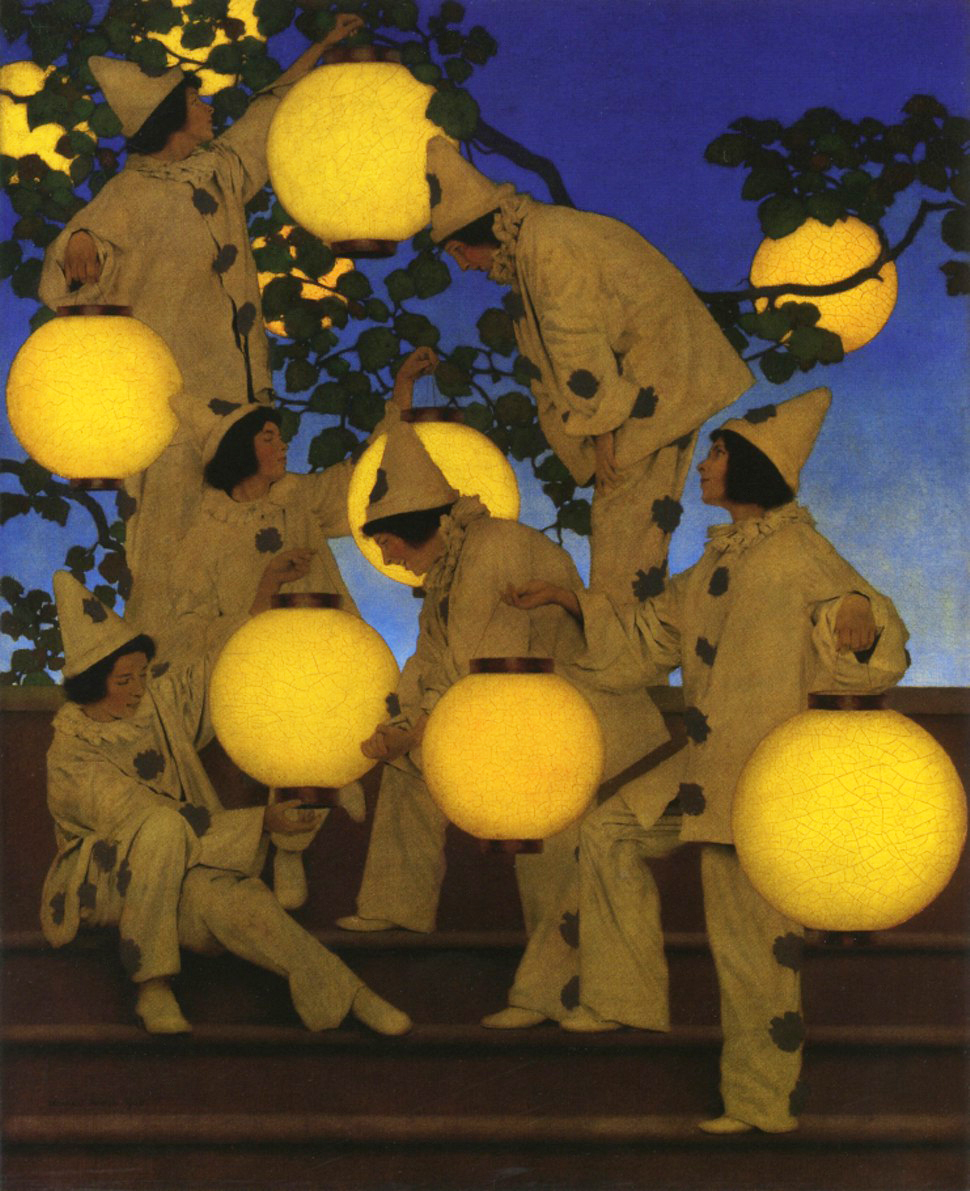
举灯笼的人（1908），馬克思菲爾德·派黎胥
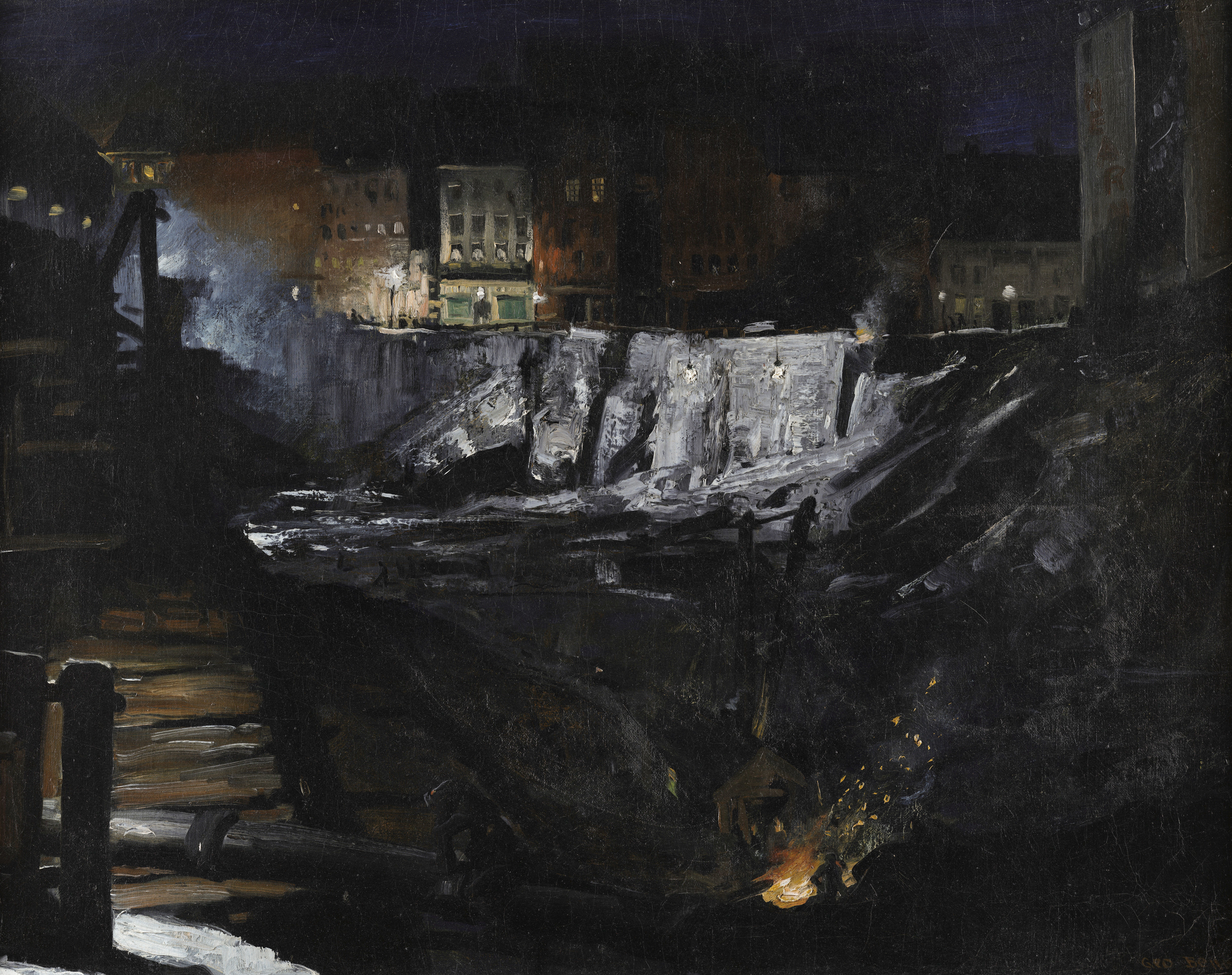
夜间挖掘（1908），乔治·贝洛斯（英语：George Bellows）
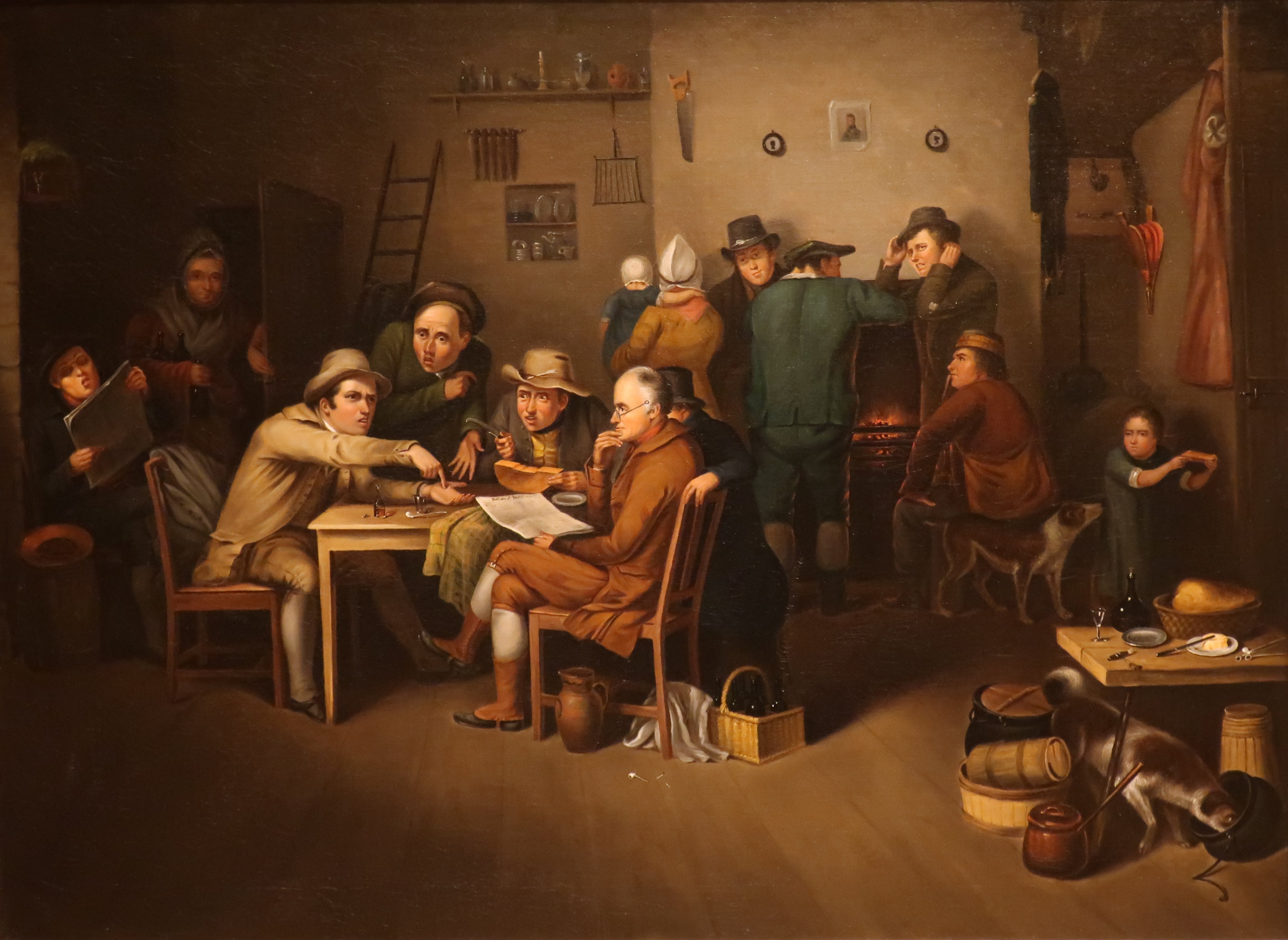
乡村政治家（约1819），约翰·刘易斯·克里梅尔（英语：John Lewis Krimmel）